# Alain Gouriou
Alain Gouriou (* 25. August 1941 in Lannion; † 5. Dezember 2012 ebenda) war ein französischer Politiker. Er war von 1997 bis 2007 Abgeordneter der Nationalversammlung.
Gouriou war der Nachkomme einer Bäckerfamilie aus Lannion und studierte nach seinem Abitur in Rennes und in Paris. Nach dem Abschluss des Studiums war er Lehrer für Geschichte und Erdkunde. Gouriou war Anhänger der Parti socialiste und empfing 1974 François Mitterrand bei sich zu Hause, während dieser die Region besuchte. 1977 zog er für die Sozialisten in den Gemeinderat von Lannion ein und erlangte das Amt des stellvertretenden Bürgermeisters. Nach dem Verlust des Amtes ans rechte Lager im Jahr 1983 konnte Gouriou es 1989 für die Sozialisten zurückerobern. Zudem war er ab 1982 Mitglied des Generalrats des Départements Côtes-d’Armor. 1992 zog er auch in den Regionalrat der Bretagne ein. Bei den Parlamentswahlen 1997 trat er im fünften Wahlkreis des Départements an und besiegte im bisherigen Abgeordneten Yvon Bonnot einen seiner Schulfreunde. 2002 wurde er wiedergewählt. Aus Altersgründen trat er bei den Wahlen 2007 nicht erneut an. Gouriou starb am 5. Dezember 2012 nach langer Krankheit.